# シエナ派
シエナ派（イタリア語: Scuola senese、英語: Sienese School）は、ルネサンス期のイタリアにおいてシエナを中心に活動した画家群。
同時期のヴェネツィア派、フィレンツェ派と並ぶ。
フィレンツェ派と較べると保守的で、後期ゴシック様式に傾倒した優雅で装飾的な画風が特色として挙げられる。その絵の中には、自然主義的なフィレンツェ派の絵とは異なる、神秘主義的な傾向が見受けられる。奇蹟を主な題材とし、時空は超現実的に歪曲し、それはしばしば夢のようで、彩色も非現実的である。

## 画家たち
- ドゥッチョ・ディ・ブオニンセーニャ
- シモーネ・マルティーニ
- ピエトロ・ロレンツェッティ
- アンブロージョ・ロレンツェッティ
- サセッタ
- ジョヴァンニ・ディ・パオロ
- アンドレア・ブリオスコ
- ソドマ
- ドメニコ・ベッカフーミ

## シエナ派のアーティストの作品

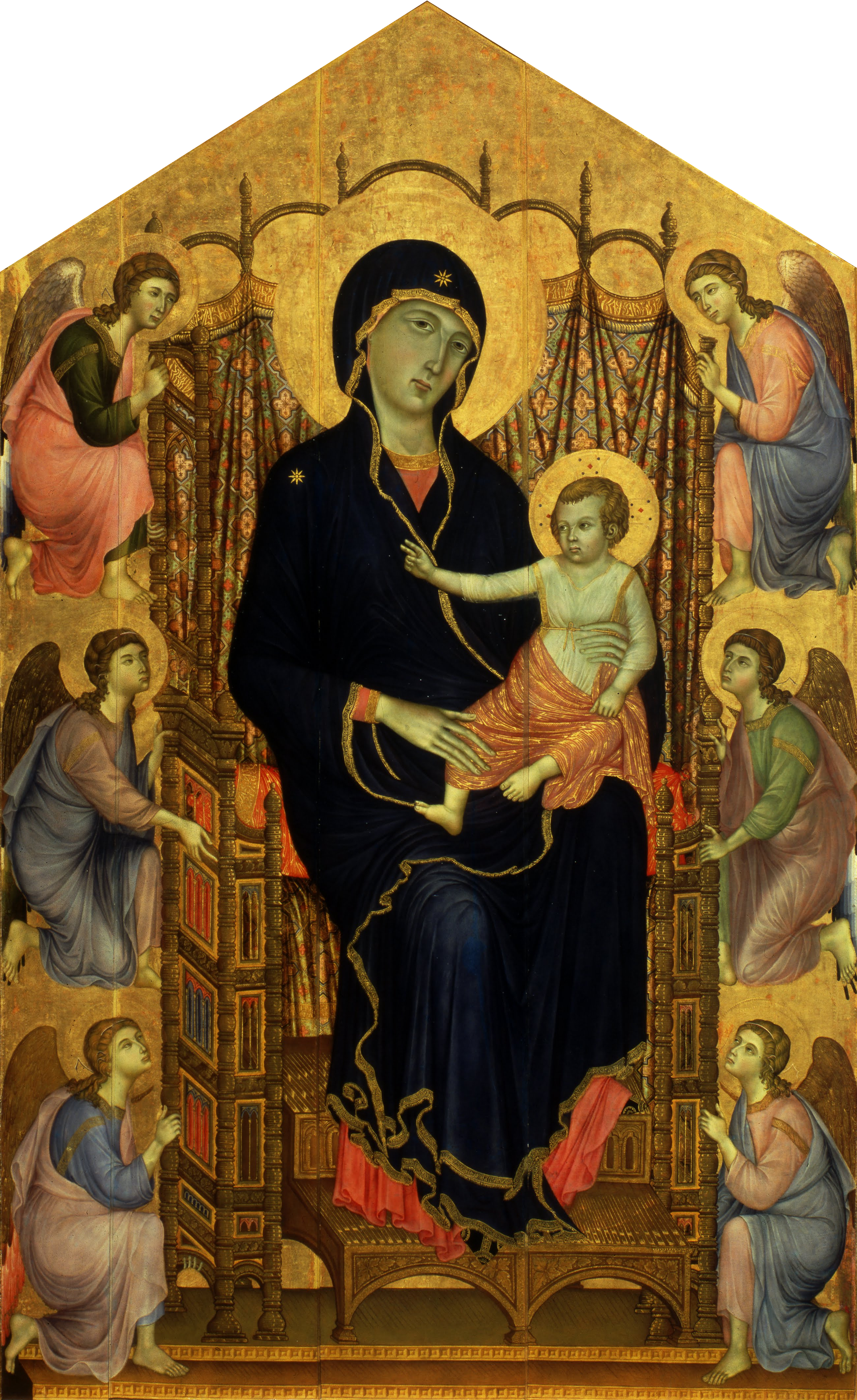
「ルチェッライの聖母」(1285/1286) ドゥッチョ・ディ・ブオニンセーニャ
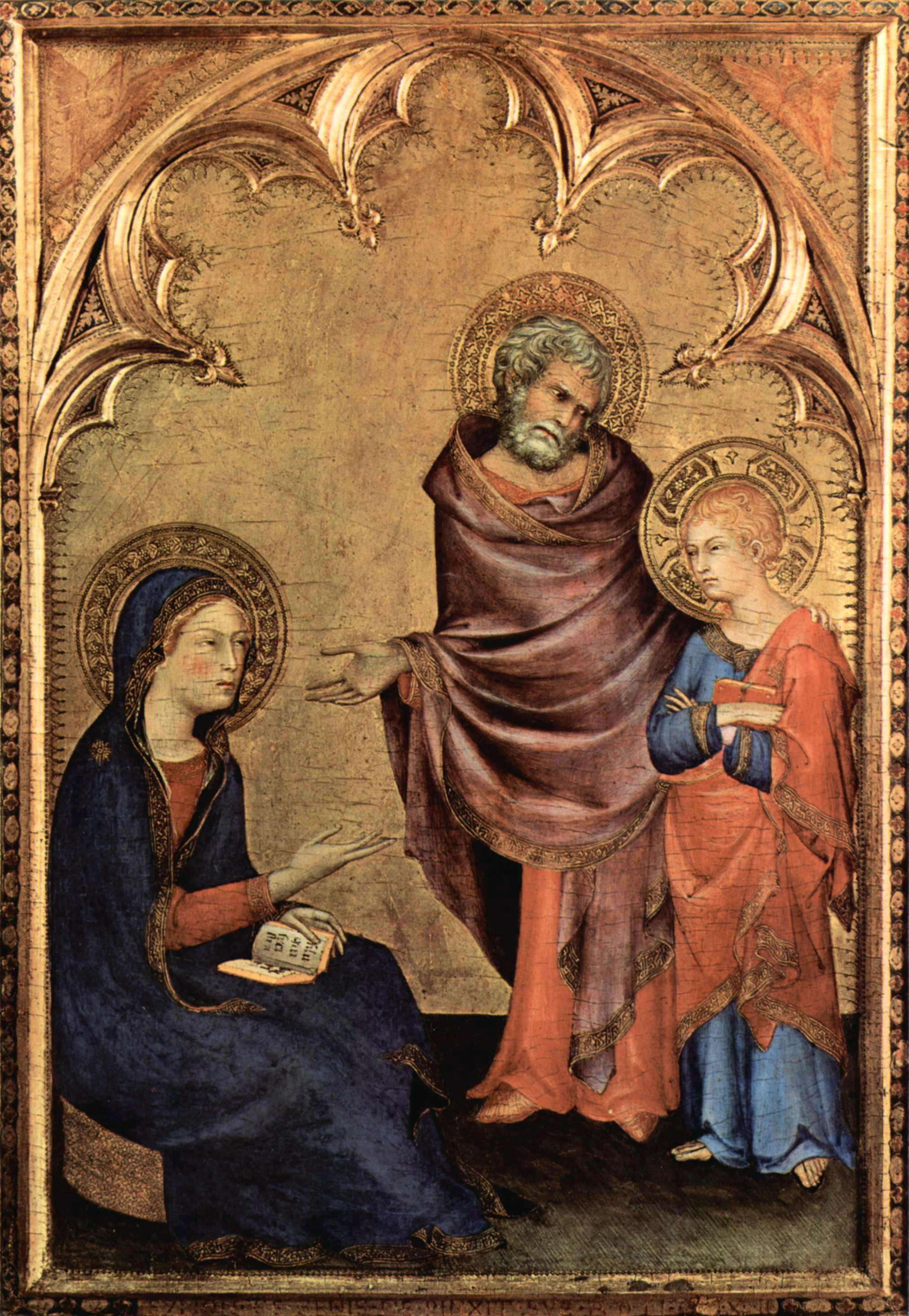
「イエス・キリストの再臨」(1342) シモーネ・マルティーニ
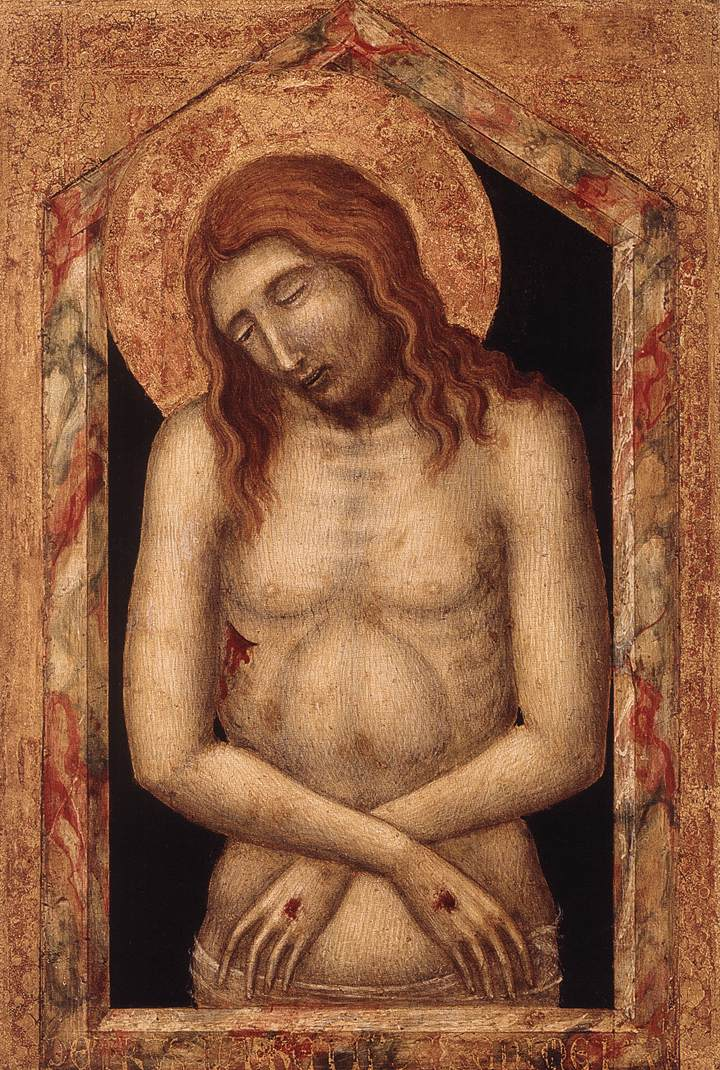
「悲しみの人(Man of Sorrows)」(1340/1345) ピエトロ・ロレンツェッティ
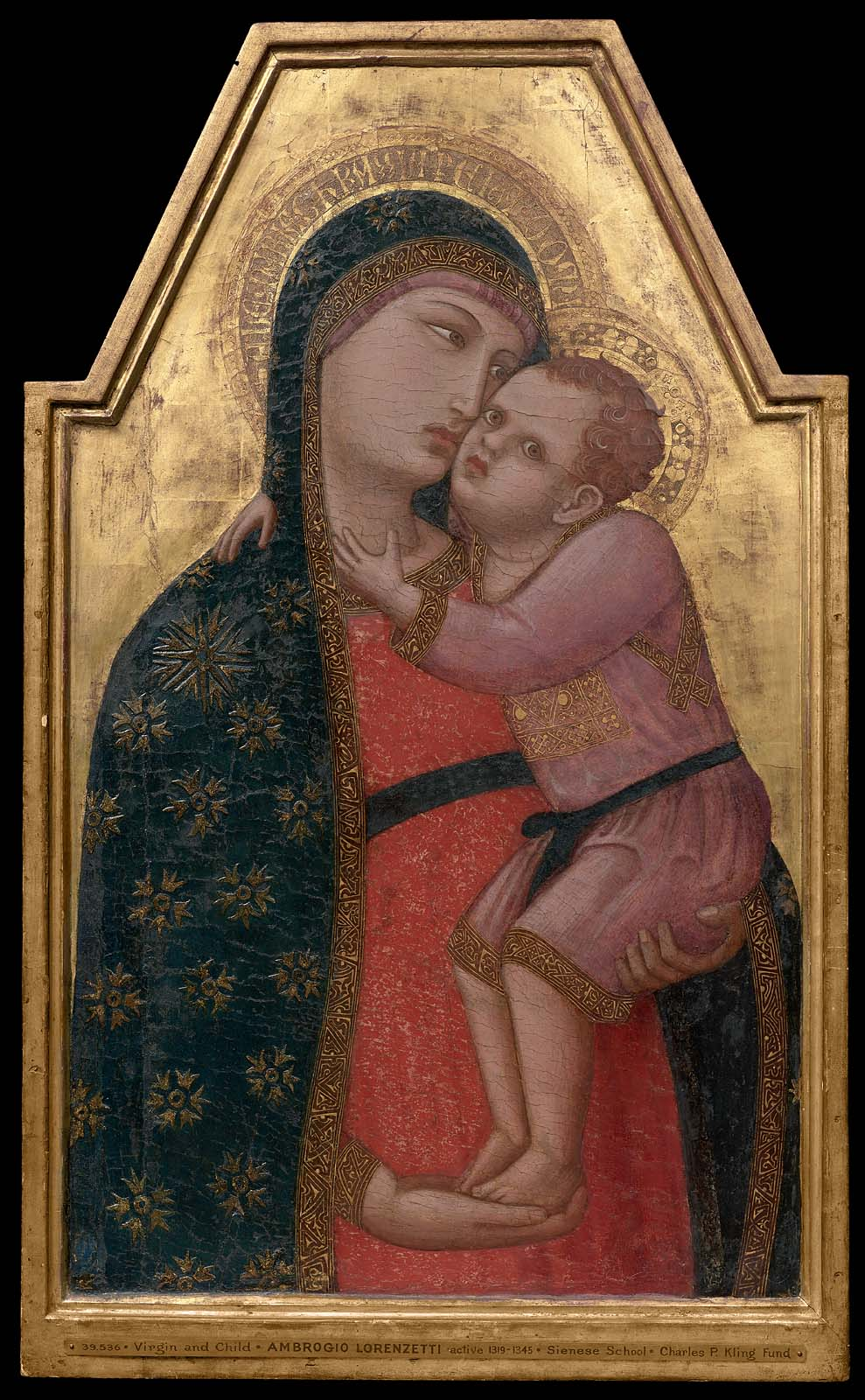
「聖母子」 アンブロージョ・ロレンツェッティ
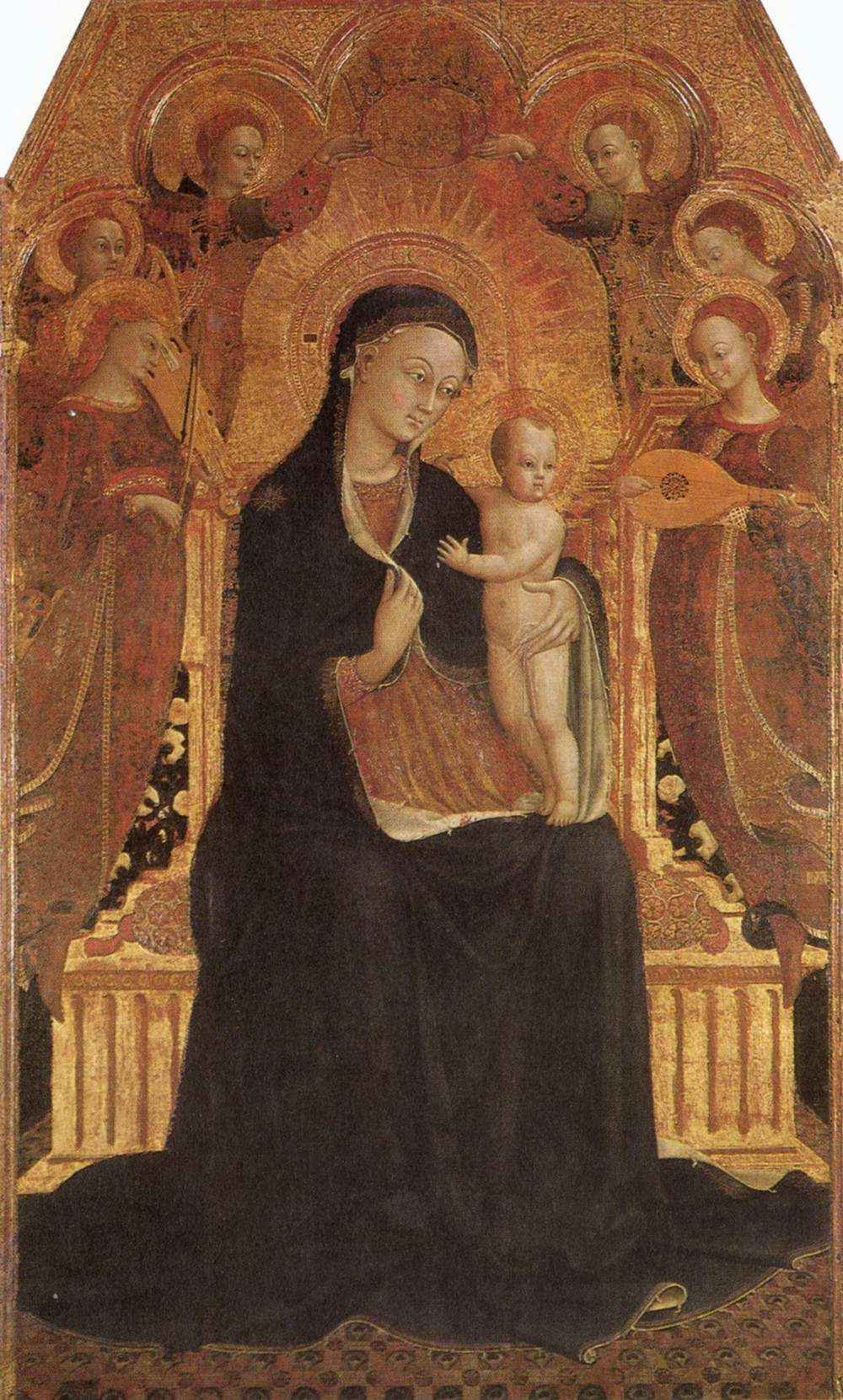
「6人の天使を連れた聖母子」(1425-1450) サセッタ
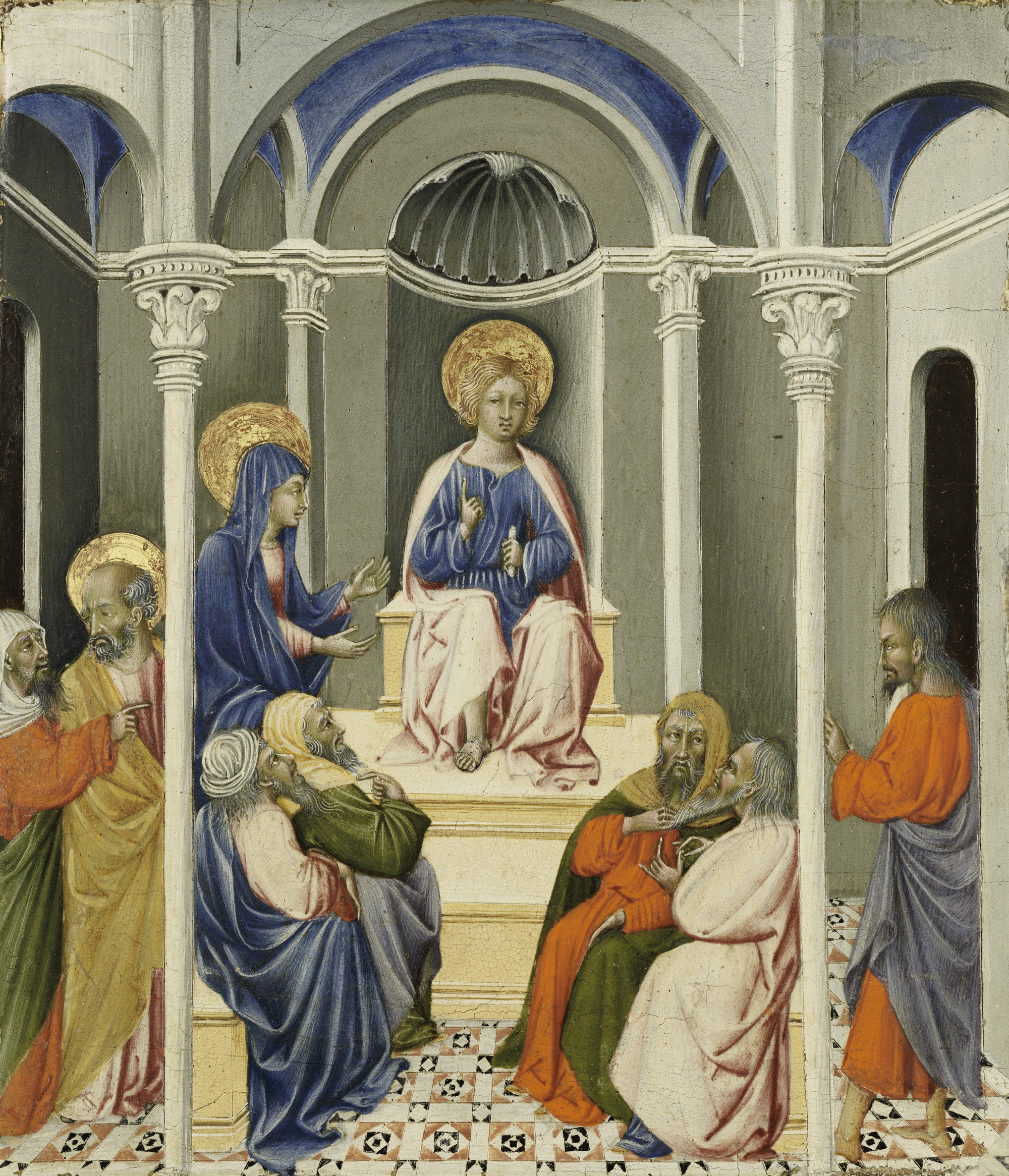
「神殿の少年イエス」(1450/1459) ジョヴァンニ・ディ・パオロ
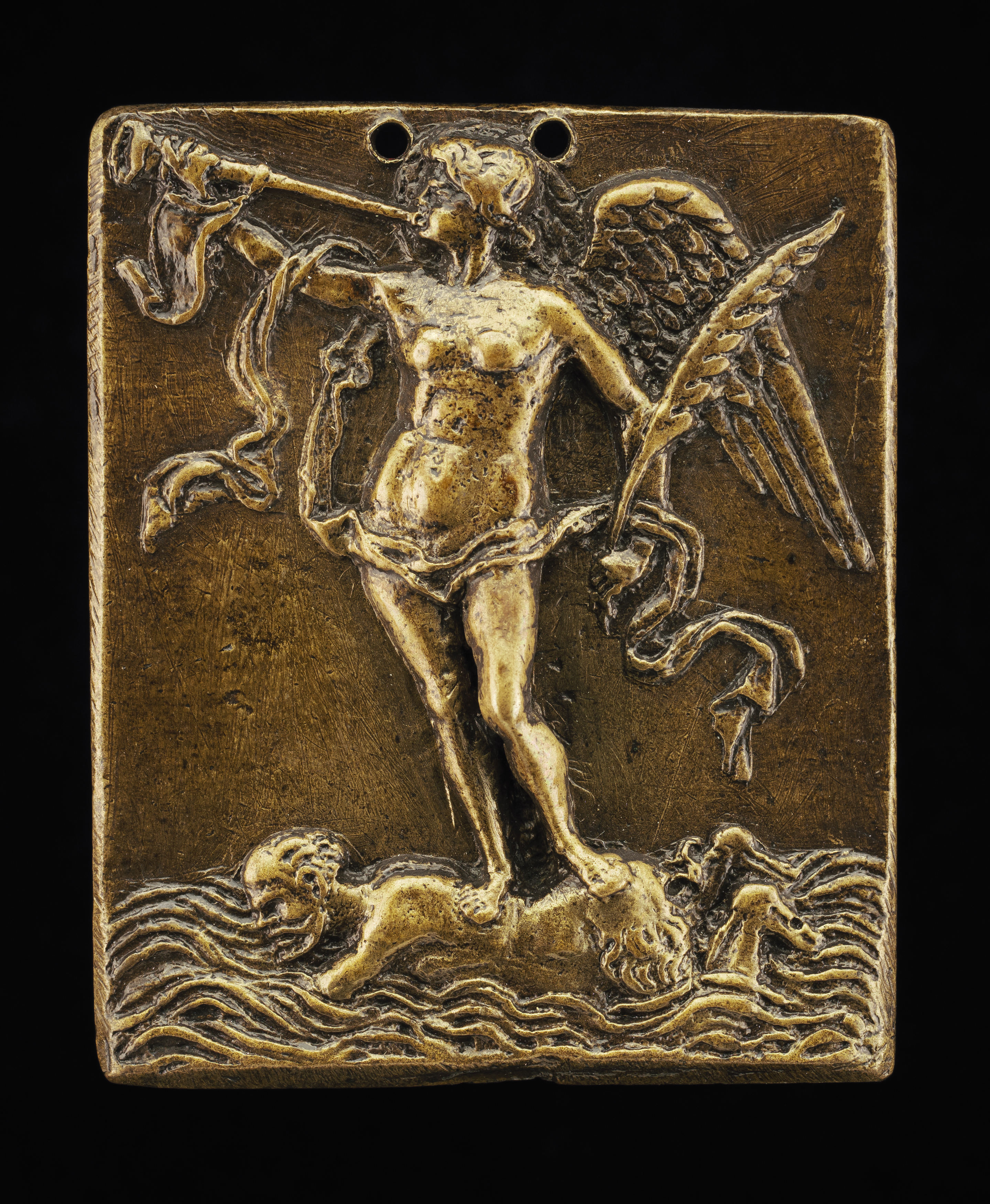
レリーフ アンドレア・ブリオスコ
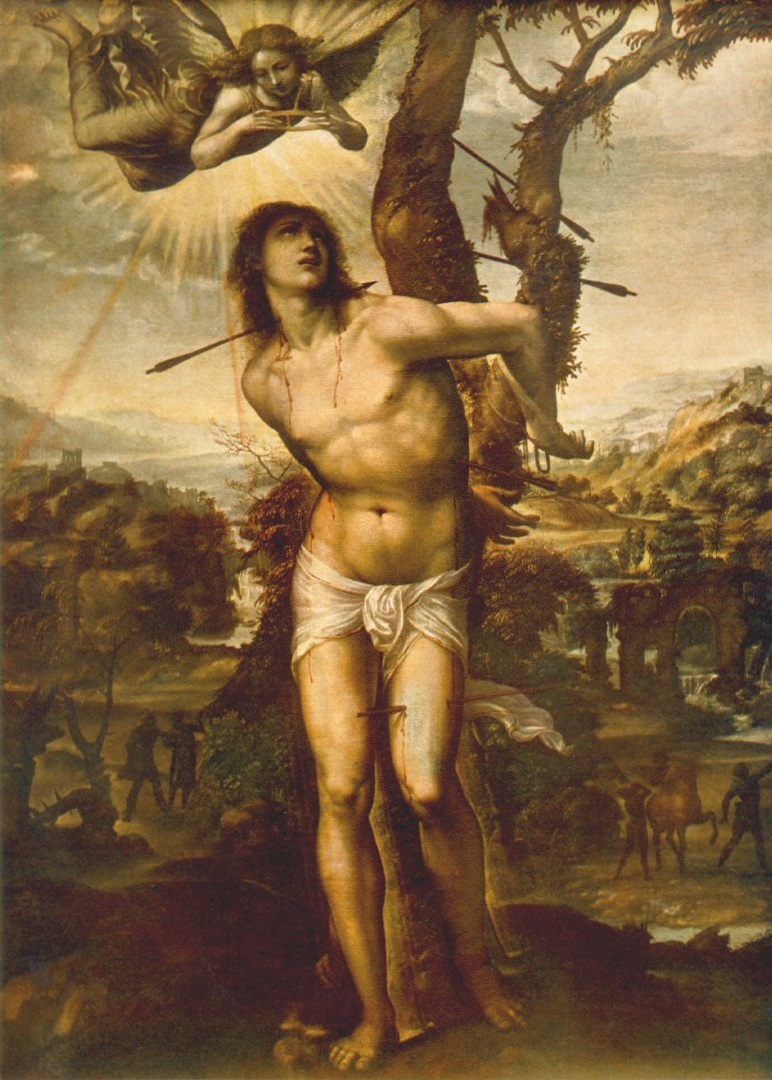
『聖セバスティアヌスの殉教』(1525) ソドマ
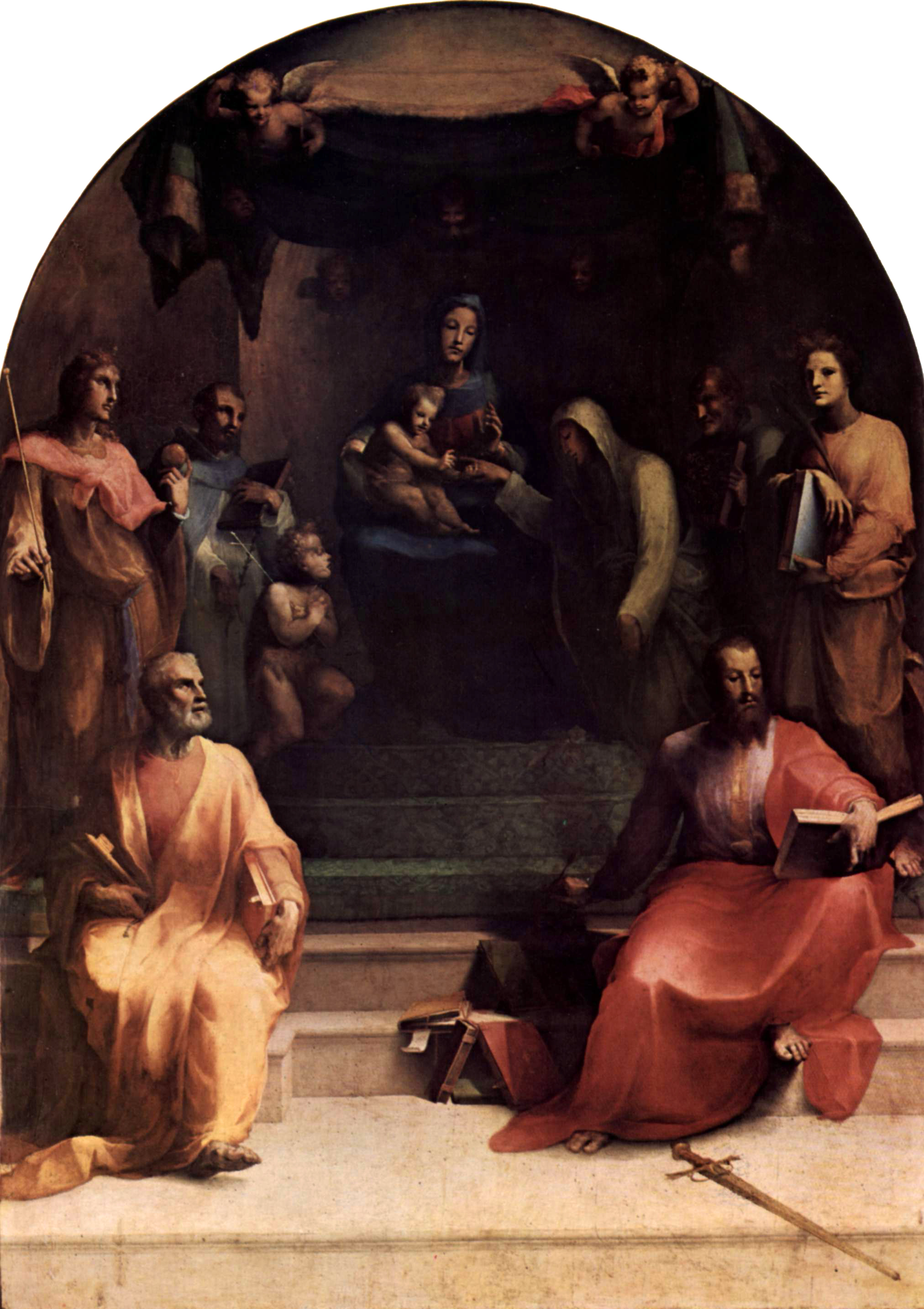
『聖カタリナの神秘の結婚』(1528) ドメニコ・ベッカフーミ